# ناحیه دهاله
ناحیه دهاله (به عربی: دائرة دهالة) یک ناحیه در الجزایر است که در استان ام‌البواقی واقع شده‌است.